# Mannen från andra sidan (1972)
Mannen från andra sidan är en svensk-sovjetisk film från 1972 i regi av Jurij Egorov. I rollerna ses bland andra Bibi Andersson, Slava Tichonov och Patrick Wymark.

## Om filmen
Inspelningen ägde rum mellan den 10 september 1969 och den 15 februari 1970 med vissa kompletteringar gjorda i september 1970. Inspelningsplatser var Europafilms och Omega Films ateljéer i Stockholm samt olika platser i Sovjetunionen (bland annat i Tallinn). Filmen premiärvisades den 26 mars 1972 på biograf Metropol i Trollhättan.

## Handling
Filmen utspelar sig strax efter Oktoberrevolutionen i Ryssland 1917 och ingenjör Viktor Krymov får revolutionsregimens uppdrag att köpa lok från Sverige.

## Rollista
- Bibi Andersson – Britt Stagnelius
- Slava Tichonov – Viktor Krymov, ingenjör
- Patrick Wymark – Christian Holm, industriman
- Valentin Gaft	– Andrej Isvolskij
- Igor' Jasulovič – Michail Sabotin
- Per-Axel Arosenius – Gunnar Hemlin, doktor
- Gunnel Broström – Ingrid Hemlin
- Holger Löwenadler	– Axberg, styrelseledamot
- Kent-Arne Dahlgren – Eje
- Tord Peterson – Tutarns
- Jevgenij Friedman – Evgenij
- Michail Gluzskij – Grigorij
- Irina Goševa – Viktors mor
- Willy Peters – styrelseledamot
- Doris Svedlund – ej identifierad roll